# De Micheli (calciatore)
 De Micheli (fl. XX secolo) è stato un calciatore italiano, di ruolo difensore.

## Carriera
Con il Casale disputa 16 gare nei campionati di Prima Divisione 1922-1923, Prima Divisione 1923-1924 e Prima Divisione 1925-1926.

Nel 1924 gioca una stagione nel Savoia di Torre Annunziata, in Prima Divisione, disputando 5 gare e segnando un gol contro l'Anconitana.